# اوگوستن رنژوال
اوگوستن رنژوال (فرانسوی: Augustin Ringeval‎; ۱۳ آوریل ۱۸۸۲ – ۵ ژوئیهٔ ۱۹۶۷) دوچرخه‌سوار اهل فرانسه بود.